# 行辈
行輩通稱字辈，是汉名取名的一种形式。字辈大多作为名的其中一個字（多為第一个字），一般用於族譜登記的譜名。可以区分辈分，因为不同辈的字辈不同。字辈还有辈字、辈次、班次、班行、班排、班派、班辈、班位、辈数、派名、派弟、派行、名次、字派、派字等异名。朝鮮稱為行列字（항렬자或돌림자）。

## 歷史
中國在南北朝時代以後，名字出現了使用兩個字的情況，而在這兩個字中的其中一個字會被兄弟、堂兄弟等同族男子共用來用作確認一族中的輩份，而且可以是使用相同部首的文字為輩字，也有些家族要求女子也依輩字命名。更进一步，名字中的第三字亦使用相同的部首。後來朝鮮半島、越南、琉球也有這種命名方式，在日本的平安時代初期亦有這種習慣。後來在日本，諱的一字被當作通字並廣泛用在一族中。為了與世代相傳的系字區分，把輩字稱為「列系字」，世代相傳的系字則稱為「行系字」。但「行系字」一詞在中文裡意義與輩字相同。

## 特徵
一般字辈都要用含意好的字，并编成四言、五言或七言等其他形式的韻文，表达光宗耀祖、兴旺发达之意，读起来顺口、押韵，便于同一支派的人记诵。一些佛教或道教派別也是这样取法名或道號，《天龙八部》少林寺的虚竹就是「虚」字辈。傳統上家谱一般只記載男性的名字，於是很多家族只規限男性要依字輩取名，称為谱名，女性則沒有限制。如蔣中正籍貫浙江奉化溪口，蔣氏輩序為「祁斯肇周國，孝友得成章。秀明啟賢達，奕世慶吉昌」，其譜名蔣周泰，後代又依此命名，例如兒子蔣經國，孫蔣孝勇，曾孫蔣友柏，玄孫名蔣得勇。事實上也有些家族是男女有不同字輩，也有些是以偏旁部首作為字輩，多見於單名，例如蘇軾和蘇轍兩兄弟，他們的名字都屬於車部。現在这種取名模式渐渐少見了，甚至有些人根本不知道自己的字辈。

## 實例
由於現今字輩使用只見於古老世家後裔，如儒家的孔子、孟子、顏子、曾子家族。如果字輩快要用完時，必須再由家族中飽讀詩書、學識淵博的族人统一确定接下去的字。
如已故中国领导人毛澤東本家的韶山毛氏，在其《毛氏二修族谱》中有一篇专门的《派系诗》，原定派系是“立显荣朝士，文方运际祥。祖恩贻泽远，世代永承昌。” 续订派系是“孝友传家本，忠良振国光。起元敦圣学，风雅列明章。” 
但亦有些世家的字輩是採循環使用的，如宋朝宗室，太祖派的字輩為：“德 惟 從（守） 世 令 子 伯 師 希 與 孟 由 宜 順。”太宗派的字輩為：“元 允 宗 仲 士 不 善 汝 崇 必 良 友 季 同。”魏王派的字輩為：“德 承 克 叔 之 公 彥 夫 時 若 嗣 古 光 登。”這三派字輩組成一銘：“若夫，元德允克、令德宜崇、師古希孟、時順光宗、良友彥士、登汝必公、不惟世子、與善之從、伯仲叔季、承嗣由同。”寓意三派子孫勿恃貴而輕賤，以至怠慢無禮。若有分薄家貧無依，富盛者宜加意助力，勿使流離。後世三派子孫根據宋太祖所定各十四字輩、循環不息地命名，至今仍保留此傳統。 
不同姓、同姓但不同支派就有完全不同的字辈系统。如明太祖朱元璋为包括東宮，秦、晉、燕、寧、岷等親王共24个儿子、以及親姪孫的靖江王的后代世系，各拟定了20个字，每當宗室有新生代降生，即上奏告知皇帝本人、並交付宗人府按此欽定二十字命名。命名之定式為雙名，以欽定二十字為上字，每个上字为一世，下字則以木火土金水轮流为部首定之，並且模仿宋制，當輪替至二十世子孫完畢後，重新按格式沿用，在《皇明祖訓》與《大明會典》中明定「照例續添，永為定式。」
- 长子懿文太子朱标位下：「允文遵祖训，钦武大君胜，顺道宜逢吉，师良善用晟。」
- 燕王朱棣位下：「高瞻祁见佑，厚载翊常由，慈和怡伯仲，简靖迪先猷。」
- 蜀王朱椿位下：「悅友申賓讓，承宣奉至平，懋進深滋益，端居務穆清。」如物理化學家朱清時，蜀王第二十世孫，為清字輩。
- 宁王朱权位下：「磐奠觐宸拱，多谋统议中，总添支庶阔，作哲向亲衷。」如明末清初著名書畫家八大山人，譜名朱統𨨗，为宁王第九世孫，為統字輩。
- 岷王朱楩位下：「徽音膺彥譽、定幹企禋雍，崇理原諮訪、寬鎔喜賁從。」如中國前總理朱鎔基，岷王第十七世孫，為鎔字輩。
- 靖江王朱守謙位下：「贊佐相規約、經邦任履亨，若依純一行、遠得襲芳名。」

清代皇家的字辈由清圣祖始定。在乾隆，道光，咸丰和1911年逊位后又有添加。圣祖后人的字辈一共有二十六字：“胤弘永、绵奕载、溥毓恒启、焘闿增祺、敬志开瑞、锡英源盛、正兆懋祥。”
孔孟後人自明朝初起，開始使用由中央政府頒布的字取譜名，並區分家族內部輩份。清朝乾隆皇帝更繼續推崇儒家思想，曾先後八次朝孔，並於乾隆九年御賜十個字輩。後來1774年2月17日（乾隆三十八年），朝廷更詔告天下：凡孔、曾、顏、孟家族後裔都必須按先帝所御賜之字輩取名，否則不准入其家譜。這件事帶來的含意表示「四姓」家譜得到了帝王的肯定，使孔、孟、顏、曾這四大家族真正成為「通天譜」（又稱「通天家譜」），輩分用字一致，千年不亂。目前孔子後裔自56代起至於105代行輩如下：「希言公彥承，宏聞貞尚衍，興毓傳繼廣，昭憲慶繁祥，令德維垂佑，欽紹念顯揚，建道敦安定，懋修肈懿長，裕文煥景瑞，永錫世緒昌。」不過事實上顏回後人並沒有使用這套系統，因顏家與孔家有表親關係，孔子之母為顏徵在，姓顏，所以未採用與孔門相同字輩，而是由皇帝另外欽賜一套傳世字輩。顏氏自六十一世起為：“公重從嗣胤，伯光紹懋崇。懷士錫振承，景世廷秉培。克建永沛昭，啟裕顯兆守。”
朝鮮半島的用法與中國類似，字辈可以在第二個字也可以在最後一個字。另外，各個氏族使用的字都有一定規律，金海金氏等大部分氏族即採用五行相生，即木部、火部、土部、金部、水部的漢字順序排列（如：柱〈木〉→炳〈火〉→圭〈土〉→錫〈金〉→洙〈水〉→東〈木〉等，因此朝鮮半島不少男性人名中含有五行部首的漢字），而安東權氏則是將一到十的漢語数字嵌在字輩中（如：泰〈三〉→寧〈四〉→五→赫〈六〉→純〈七〉→容〈八〉等）。亦有採用干支等其他排行的氏族，如下表所示的咸平魯氏。
| ○世孫  | 29                                           | 30                                           | 31                                           | 32                                           | 33                                           | 34                                           | 35                                           | 36                                           | 37                                           | 38                                           |
| ------ | -------------------------------------------- | -------------------------------------------- | -------------------------------------------- | -------------------------------------------- | -------------------------------------------- | -------------------------------------------- | -------------------------------------------- | -------------------------------------------- | -------------------------------------------- | -------------------------------------------- |
| 行列字 | 갑（甲） 만（萬） 용（用） 종（鍾） 보（補） | 을（乙） 구（九） 욱（旭） 윤（允） 완（完） | 병（丙） 회（會） 우（禹） 남（南） 우（雨） | 정（丁） 우（宇） 행（行） 녕（寧） 연（衍） | 무（戊） 의（義） 재（載） 함（咸） 무（茂） | 기（己） 선（選） 기（起） 희（熙） 범（範） | 경（庚） 강（康） 용（庸） 상（庠） 도（度） | 신（辛） 재（宰） 장（章） 택（澤） 신（新） | 임（壬） 성（聖） 정（廷） 중（重） 훈（勳） | 계（癸） 규（揆） 천（天） 태（泰） 징（澄） |